# Idaea obliquaria
Idaea obliquaria är en fjärilsart som beskrevs av Turati 1913. Idaea obliquaria ingår i släktet Idaea och familjen mätare. Inga underarter finns listade i Catalogue of Life.